# The Skulls
The Skulls (på Svensk Filmdatabas skriven som enbart Skulls) är en amerikansk thriller från 2000 i regi av Rob Cohen. Filmen hade biopremiär i USA den 31 mars 2000, samt i Sverige den 21 juli 2000. Filmens två huvudroller spelas av Joshua Jackson och Paul Walker.
The Skulls har fått två stycken uppföljare: The Skulls II (2002) och The Skulls III (2004), som båda är släppta direkt till video.

## Handling
Filmen följer en ung man vid namn Luke McNamara, som studerar på den prestigefyllda skolan Ivy League College. En dag får Luke en inbjudan till att gå med i en anrik studentförening på skolan kallad "The Skulls", men hans rumskamrat, Will Beckford, känner sig väldigt skeptisk till detta, och avråder honom därför starkt från att gå med. Men trots detta, bestämmer sig iallafall Luke för att ändå gå med i denna förening, och antar därmed utmaningen att delta i dess inträdesritualer. Han får också en personlig ledsagare till sin hjälp, nämligen Caleb Mandrake. När Luke sedan spenderar tid med Caleb och hans rika, mäktiga familj, börjar han märka att denna familj döljer något bakom sin välpolerade fasad. Och som om det inte vore nog, så hittas även rumskamraten Will mördad, vilket sätter Lukes hela lojalitet på prov.

## Rollista (i urval)
- Joshua Jackson – Lucas John "Luke" McNamara
- Paul Walker – Caleb Mandrake
- Hill Harper – Will Beckford
- Leslie Bibb – Chloe Whitfield
- Christopher McDonald – Martin Lombard
- Steve Harris – kommissarie Sparrow
- William Petersen – senator Ames Levritt
- Craig T. Nelson – domare Litten Mandrake (Calebs far)